# 근접항공지원

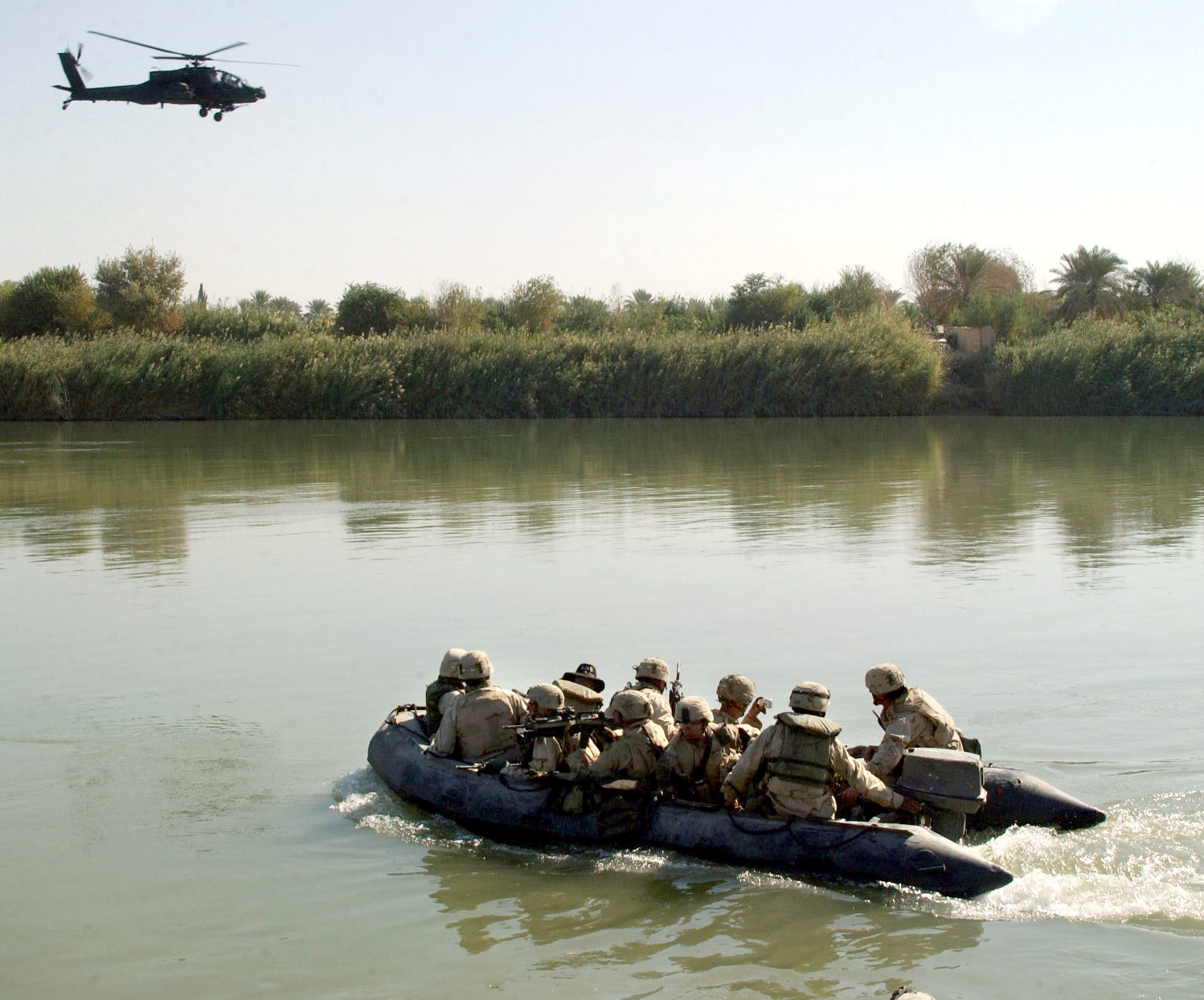
티그리스강상의 미 육군 위로 헬기가 보인다.

근접 항공 지원(近接航空支援, 영어: close air support, CAS)은 헬리콥터나 전투기 등의 항공기로 하여금 공습을 하여 지상군의 군사 작전을 지원하는 전술이다. 예를 들어, 전쟁 영화에서 무전병에게서 전달받은 좌표를 불러주면 전투기나 헬리콥터가 날아와 그 좌표에 공습을 하는데, 그것을 CAS라고 부른다.

## 같이 보기
- 전방항공통제
- 전술항공통제단
- 공격기
- 전술 폭격
- A-10 선더볼트 II - 미국 공군의 근접 공중 지원 항공기
- 전투공중초계(CAP)
- SEAD